# Románok lakta történelmi régiók

Románia történelmi tartományai

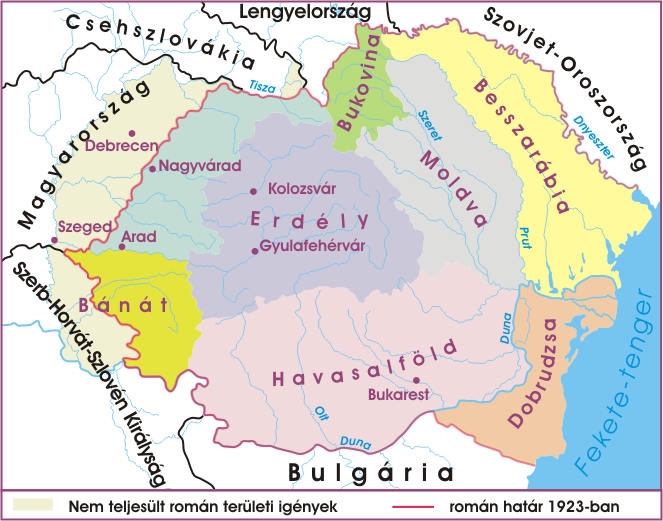
Románia 1923-ban (Nagy-Románia)

A románok által lakott területek a történelem folyamán különböző országokhoz tartoztak, ezért a mai Románia több jól elkülöníthető történelmi tartományra oszlik. Ezek közül a legfontosabbak Havasalföld, Moldva és Erdély, amelyek egykor önálló fejedelemségek is voltak.
Havasalföld (románul: Țara Românească) részét képező történelmi régiók:
- Olténia (románul: Oltenia): Románia délnyugati részén található a Duna, a Déli-Kárpátok és az Olt közötti területen.
- Munténia (románul: Muntenia): Románia déli részén található a Duna és a Déli-Kárpátok között, az Olt folyótól keletre. Ebben a régióban van Bukarest is.
- Dobrudzsa északi része (románul: Dobrogea): a Duna és a Fekete-tenger között található, Románia délkeleti részén.
- Kvadriláter (vagy Dél-Dobrudzsa, románul: Cadrilater): csak a két világháború között tartozott Romániához, ma Bulgária része.

Moldva részét képező történelmi régiók:
- a tulajdonképpeni Moldva (románul: Moldova): a Keleti-Kárpátok és a Prut folyó között.
- Bukovina (románul: Bucovina): Románia északi részén található. A történelmi Bukovinának jelenleg csak a déli része tartozik Romániához, az északi fele Ukrajna része.
- Besszarábia (románul: Basarabia): a Prut, a Dnyeszter, és a Duna-delta által határolt terület, amely jórészt megegyezik a mai Moldovai Köztársasággal.

A tágabban értelmezett Erdély részét képező történelmi régiók:
- a történelmi Erdély (románul: Transilvania/Ardeal): Románia középső részén található a Keleti-Kárpátok, a Déli-Kárpátok és az Erdélyi-középhegység által közrefogott területen.
- Bánság (románul: Banat): Románia nyugati részén, a Maros és a Duna között.
- A következő két terület csak a román hivatalos szemléletben számít történelmi régiónak, valójában sosem voltak elkülönült, önálló igazgatási egységek. Magyarul együttesen Partium (am. részek) néven nevezik.
  - Körösvidék (románul: Crișana): az Erdélyi-középhegységtől nyugatra eső területen, Románia északnyugati részén. Nagyjából megegyezik a Partiummal.
  - Máramaros (románul: Maramureș): az egykori Máramaros vármegye déli része, de gyakran Szatmár megyét is ide sorolják. Románia északnyugati részén található.